# Avenida Presidente Getúlio Vargas
A avenida Presidente Getúlio Vergas se encontra na região central, entre os bairros Nova Paulínia, Vila Bressane e Jardim São Bento. Se inicia na Rua Presidente Café Filho e termina na Rodovia José Lozano Araújo, possuindo 900 metros de extensão. É considerada a segunda mais importante de Paulínia é uma utilizada para turismo, pois nela encontra-se a entrada principal do Parque Ecológico Armando Müller, mais conhecido como Parque Ecológico de Paulínia ou Zoológico de Paulínia.